# HLA identique
Pour plus de détails, voir Fiche technique et Distribution.
HLA identique est un court métrage français réalisé par Thomas Briat en 1998.

## Synopsis
Au cours d'une nuit, un garçon rencontre une fille perdue qui a un rendez-vous avec quelqu'un qu'elle ne connaît pas. Il se fait passer pour l'inconnu et poursuit la soirée en sa compagnie. Parallèlement, une infirmière quitte le chevet d'un patient en train de mourir. Ces deux trajectoires vont se croiser.

## Fiche technique
- Titre : HLA identique
- Réalisation : Thomas Briat
- Scénario : Thomas Briat
- Photographie : François Reumont
- Musique : Jacques Schwab
- Genre : drame
- Durée : 31 minutes
- Année de sortie : 1998

## Distribution
- Julie Depardieu : Valéria
- Atmen Kelif : Nouredine
- Marie-Josée Croze: Marie
- Laurent Lucas : Antoine
- Jean-Michel Noirey : François